# Prosper Avor
Prosper Avor, född 12 december 1992, är en ghanansk fotbollsspelare som spelar för Liberty Professionals i Ghana Premier League.

## Klubbkarriär
Mittbacken inledde sin karriär som junior i laget Super Rangers FC. Seniorkarriären satte fart några år senare när han 2009 skrev på för Heart of Lions i hemstaden Kpando, under tiden ett topplag i Ghana Premier League. Efter sex säsonger i klubben relegerades klubben från den högsta serien och Avor lämnade då för ligakonkurrenten Okyeman Planners i zon 3 i Division One League, en av tre divisioner i den näst högsta serien. Laget nådde inte uppflyttning men Avor hade imponerat tillräckligt för att skriva på ett kontrakt med Liberty Professionals i Ghana Premier League inför säsongen 2017.
Efter att ha inlett säsongen som avbytare fick han hoppa in i den 82 minuten som ersättare för Gerald Arkson i 3-2-segern mot Medeama. Efter att ha varit in och ut i startelvan under de kommande omgångarna tog han under säsongen en fast startplats för laget och spelade totalt 23 matcher under säsongen varav 20 från start. Under säsongen var Avor även involverad i en domarskandal då han blev nedslagen i straffområdet i matchen mot Elmina Sharks men inte fick en straff utan istället en tillsägelse från domaren med en uppmaning om att stå upp och spela. Domaren Ernest Baafi blev till följd av incidenten avstängd i åtta matcher.
Under den efterföljande säsongen tog han åter plats i startelvan och spelade 14 matcher från start innan säsongen avbröts till följd av en korruptionsskandal.